# Sphingomonadales
Sphingomonadales — порядок альфа-протеобактерій, що складається з двох відомих родин, Erythrobacteraceae і Sphingomonadaceae.